# Александър Цонев
Александър Илиев Цонев е български юрист, деец на Вътрешната македонска революционна организация.

## Биография
Александър Цонев е роден в Кюстендил. Негов брат е известният художник Кирил Цонев. Завършва средно образование в родния си град, участва в Първата световна война. След войната завършва право в Ньошател, Франция. Специализира в Италия и се завръща в Кюстендил, където е назначен за съдия във Втори мирови съд. През 1924 г. напуска службата и се отдава на адвокатска практика. През 1932 г. е избран за председател на Македонското благотворително братство „Св. св. Кирил и Методий“ в Кюстендил. Поддържа кореспонденция с Иван Михайлов и Страхил Развигоров.
Член (1925-1928, 1932-1934, 1939-1941), секретар (1934-1935) и председател (1935-1936) на Адвокатския съвет на Кюстендилската адвокатска колегия.
След 9 септември 1944 г. е интерниран с цялото семейство в Кубратско и му е отнета пенсията. Умира на 25 декември 1959 г. В деня на погребението му се получава телеграма, че молбата му за възстановяване на пенсията е отхвърлена.